# Ч̓
Ч̓ (minuskule ч̓) je již běžně nepoužívané písmeno cyrilice, v minulosti bylo používáno v abcházštině. V poslední variantě abchazské azbuky mu odpovídá písmeno Ҷ.
Písmeno bylo zavedeno v tiskové variantě azbuky navržené M. R. Zavadským jako tištěná alternativa k Peterem von Uslar zavedenenému písmenu podobnému psacímu latinskému f, ovšem v pozdější tiskové verzi azbuky navržené komisí pro překlady bylo nahrazeno písmenem Ꚓ. V latinské abecedě N. J. Marra písmenu Ч̓ odpovídalo písmeno ṭ. V abecedě N. F. Jakovleva písmenu Ч̓ odpovídalo písmeno (odkaz), v době, kdy byla abcházština zapisována gruzínským písmem, písmenu Ч̓ odpovídalo písmeno ჭ. Od znovuzavedení zápisu abcházštiny cyrilicí je místo písmena Ч̓ používáno písmeno Ҷ.